# Argoños
Argoños es un municipio y localidad de la comunidad autónoma de Cantabria (España). Limita al norte con Noja, al oeste con Arnuero, al sur con Escalante y al este con Santoña y su bahía. Está situado en la histórica comarca de Trasmiera.
Es una localidad de alto valor medioambiental, ya que forma parte del Parque natural de las Marismas de Santoña, Victoria y Joyel, que hacen de nexo entre el municipio y el mar cantábrico. Esta característica, junto a su proximidad a la playa de Berria de Santoña además de las de Noja, ha hecho que Argoños se convierta, desde finales del siglo XX, en lugar de crecimiento residencial y por supuesto de veraneo, con los efectos económicos que ello conlleva.
Es uno de los municipios españoles con más viviendas que presentan sentencias de derribo. Esto se debe al urbanismo salvaje que se practicó en el municipio en décadas pasadas y que llegó a afectar al parque natural de las Marismas de Santoña, Victoria y Joyel.

## Geografía
Con una superficie de 5.51 km², Argoños es el segundo municipio más pequeño de Cantabria detrás de Reinosa (ver tabla).
Su cota máxima (225,5 metros) se encuentra en el Atrón, al noroeste del municipio, mientras que su cota más baja se sitúa en el otro extremo del municipio, en la ría de Argoños.
| Noroeste: Noja      | Norte: Noja    | Nordeste: Santoña            |
| Oeste: Arnuero      |                | Este: Santoña                |
| Suroeste: Escalante | Sur: Escalante | Sureste: Escalante y Santoña |

### Clima
El territorio municipal se ubica en la región climática de la Ibéria Verde de clima Europeo Occidental, clasificada también como clima templado húmedo de verano fresco del tipo Cfb según la clasificación climática de Köppen.
Los principales rasgos del municipio a nivel general son unos inviernos suaves y veranos frescos, sin cambios bruscos estacionales. El aire es húmedo con abundante nubosidad y las precipitaciones son frecuentes en todas las estaciones del año, con escasos valores excepcionales a lo largo del año.
La temperatura media de la región ha aumentado en los últimos cincuenta años 0,6 grados, mientras que las precipitaciones ha experimentado un descenso del diez por ciento. Cada uno de los años de la serie 1981-2010 fueron claramente más secos y cálidos que los de la serie 1951-1980. Y todo indica que las fluctuaciones intra-estacionales del régimen termo-pluviométrico fueron más intensas durante el periodo 1981-2010.

## Historia
Hacia mediados del siglo XIX, el lugar, ya por entonces con ayuntamiento propio, tenía contabilizada una población de 417 habitantes. Aparece descrito en el segundo volumen del Diccionario geográfico-estadístico-histórico de España y sus posesiones de Ultramar de Pascual Madoz con las siguientes palabras:

ARGOÑOS: v. en la prov. civil y marít., tercio y dióc. de Santander (4 leg.), part. jud. de Entrambas-aguas (4), distr. marít. de Laredo (2), aud. terr. y c. g. de Búrgos (26): sit. entre los montes Brusco N. y Migedo S. en las aguas del puerto de Santoña á 3/4 leg. de esta poblacion: resguárdala de los vientos setentrionales el mencionado Brusco, combatiéndola libremente los restantes; su clima es de lo mas sano, sin que se conozcan otras enfermedades que algunas fiebres catarrales. Forma ayunt. con los barrios de Ancillo, Santiuste, Cerecedas, Pereda, Gorgollo, Palacio y la Hoya. Tiene 90 casas, 80 altas de 1 piso, y las restantes bajas, todas fabricadas de mamposteria; de ellas son 8 ofrecen comodidad por su capacidad y buena distribucion interior; las calles son irregulares, mal empedradas é intransitables en tiempos de lluvias, porque los vecinos hacen los estiércoles inmediatos á las puertas de sus casas. Hay una casa municipal con soportales, pero de mala construccion; en ella estan la taberna y la posada: 1 escuela elemental de instruccion primaria concurrida por 24 ó 30 alumnos y dotada por los fondos del comun con 1,100 rs. anuales; 1 igl. parr. junto á la cual está el cementerio: consta de 1 sola nave y tiene por titular á el Salvador, sirviéndola 2 curas párrocos que nombra el diocesano; 3 ermitas, una dedicada á San Roque, otra á San Estéban y la tercera á la Soledad; esta última se halla en el barrio de Piedra-hita, el cual corresponde á la parr. de Argoños en lo espiritual, aunque en lo civil depende de Santoña; 2 fuentes dentro de la poblacion y otra en las inmediaciones, todas de buen agua para el surtido de los hab. Confina el térm. por el N. con el de Noja (1/2 leg.); por el E. con el de Santoña á igual dist., por el S. con el de Escalante (1/2 leg.) y por el O. con el de Castillo (1). El mar de Santoña la baña por la parte del S., pudiendo subir por él barcos que calen 8 pies hasta el barrio de Ancillo: con las mismas aguas dan impulso á 3 molinos harineros, el uno de 10 paradas, el otro de 8, y otro de 4. El terreno secano todo es de muy buena calidad, especialmente para arbolado y prados naturales: la vega que se estiende 1/2 leg. de E. á O. y 1/4 de N. á S. es deliciosa; el monte que tendrá 6,000 pies de largo y sobre 2,000 de altura es solo propio para combustible y emparrado de las viñas, pero con escasez: hay otros terrenos de mayor estension que estuvieron poblados de árboles de roble que daban madera de construccion y que han desaparecido completamente por la incuria de los vec. que han descuidado el hacer plantaciones para sustituir lo que destruian: las tierras en cultivo ascienden á 3,000 carros con destino á maiz y habichuelas; 1,500 á prados naturales, 1,000 a viñedo, y 500 á huerta. Pasa por el centro de la pobl. el camino que conduce desde Santander á Bilbao, el cual es de herradura, aunque transitan por él cómodamente los carros del pais; los demas caminos todos carreteros se dirigen á los pueblos confinantes. La correspondencia la recibe de Laredo por medio de balijero los lúnes, juéves y sábados, saliendo en los mismos dias: prod. maiz, habichuelas, yerba, patatas, vino chacoli, hortalizas y frutas en corta cantidad; cria ganado vacuno y poca caza: ind. los molinos arriba mencionados y la pesca de mar que hacen con redes en el puerto de Santoña con 9 buques por unas 60 personas. El dia 16 de agosto se celebra una romeria á la ermita de San Roque, poco concurrida: pobl. 82 vec., 417 alm.: contr. 2,562 rs. 6 mr.: cap. prod. é imp. (V. el art. part. jud.) El presupuesto municipal asciende á 5,000 rs. y se cubre con diferentes arbitrios y el déficit por reparto vecinal.
(Madoz, 1845, p. 550)

## Demografía
Argoños cuenta con una población de 1873 habitantes (INE 2024).
| Gráfica de evolución demográfica de Argoños entre 1842 y 2021                                                       |
| |
| Población de derecho según los censos de población del INE Población de hecho según los censos de población del INE |

Como el resto de la comarca de Trasmiera, la población goza de un importante crecimiento demográfico debido a la situación de las localidades costeras, que atraen a nuevos residentes de otras zonas en declive, y al turismo durante el verano.

### Población por núcleos
Desglose de población según el Padrón Continuo por Unidad Poblacional del INE.
| Núcleos   | Habitantes (2024) | Varones | Mujeres |
| --------- | ----------------- | ------- | ------- |
| Ancillo   | 111               | 60      | 51      |
| Argoños   | 617               | 314     | 303     |
| Cerecedas | 751               | 374     | 377     |
| Santiuste | 394               | 192     | 202     |

## Administración y política
Juan José Barruetabeña Manso (PP) es el actual alcalde del municipio. Es tal el incremento demográfico de Argoños, que la corporación municipal en 2007 se incrementó de 7 a 9. 
| Partido político                         | 2023  | 2023  | 2023       | 2019  | 2019  | 2019       | 2015  | 2015  | 2015       | 2011  | 2011  | 2011       | 2007  | 2007  | 2007       | 2003  | 2003  | 2003       |
| Partido político                         | Votos | %     | Concejales | Votos | %     | Concejales | Votos | %     | Concejales | Votos | %     | Concejales | Votos | %     | Concejales | Votos | %     | Concejales |
| Partido Popular (PP)                     | 760   | 70,11 | 7          | 671   | 62,41 | 6          | 643   | 59,43 | 6          | 659   | 63,98 | 6          | 647   | 65,42 | 7          | 510   | 68,18 | 5          |
| Partido Regionalista de Cantabria (PRC)  | 187   | 17,25 | 1          | 119   | 11,06 | 1          | 292   | 26,99 | 2          | 152   | 14,76 | 1          | 156   | 15,77 | 1          | 175   | 23,40 | 2          |
| Partido Socialista Obrero Español (PSOE) | 100   | 9,22  | 1          | 119   | 11,06 | 1          | 125   | 11,55 | 1          | 190   | 18,45 | 2          | 172   | 17,39 | 1          | 51    | 6,82  | 0          |
| Ciudadanos (CS)                          | —     | —     | —          | 152   | 14,13 | 1          | —     | —     | —          | —     | —     | —          | —     | —     | —          | —     | —     | —          |

## Economía
La situación define bien las actividades principales del municipio, por una parte el marisqueo y la pesca fue una de las bases de la economía local, por otra parte la ganadería. 
Un 8,7 % de la población de Argoños se dedica al sector primario, un 15,5 % a la construcción, un 20,9 % a la industria y por último un 54,9 % al sector servicios.

### Evolución de la deuda viva
El concepto de deuda viva contempla solo las deudas con cajas y bancos relativas a créditos financieros, valores de renta fija y préstamos o créditos transferidos a terceros, excluyéndose, por tanto, la deuda comercial. La deuda viva municipal por habitante en 2014 ascendía a 225,37 €.
| Gráfica de evolución de la deuda viva del Ayuntamiento entre 2008 y 2023                          |
|                                                                                                   |
| Deuda viva del Ayuntamiento de Argoños, en miles de euros, según datos del Ministerio de Hacienda |

## Cultura

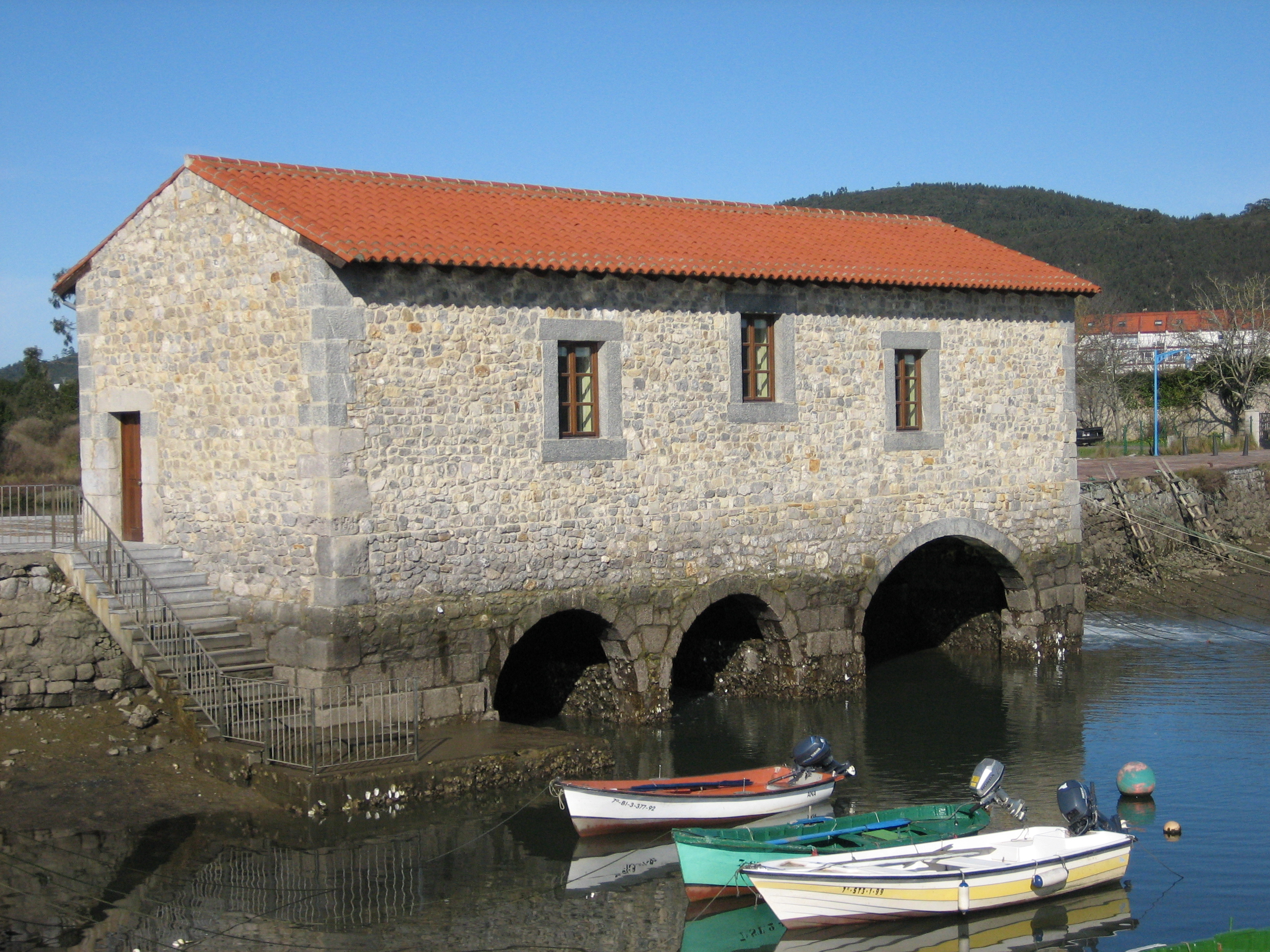
Molino de mareas, situado en la zona de El Ribero, perteneciente a las marismas de Santoña, Victoria y Joyel

### Patrimonio
Hay en la localidad una iglesia del Salvador.

### Fiestas

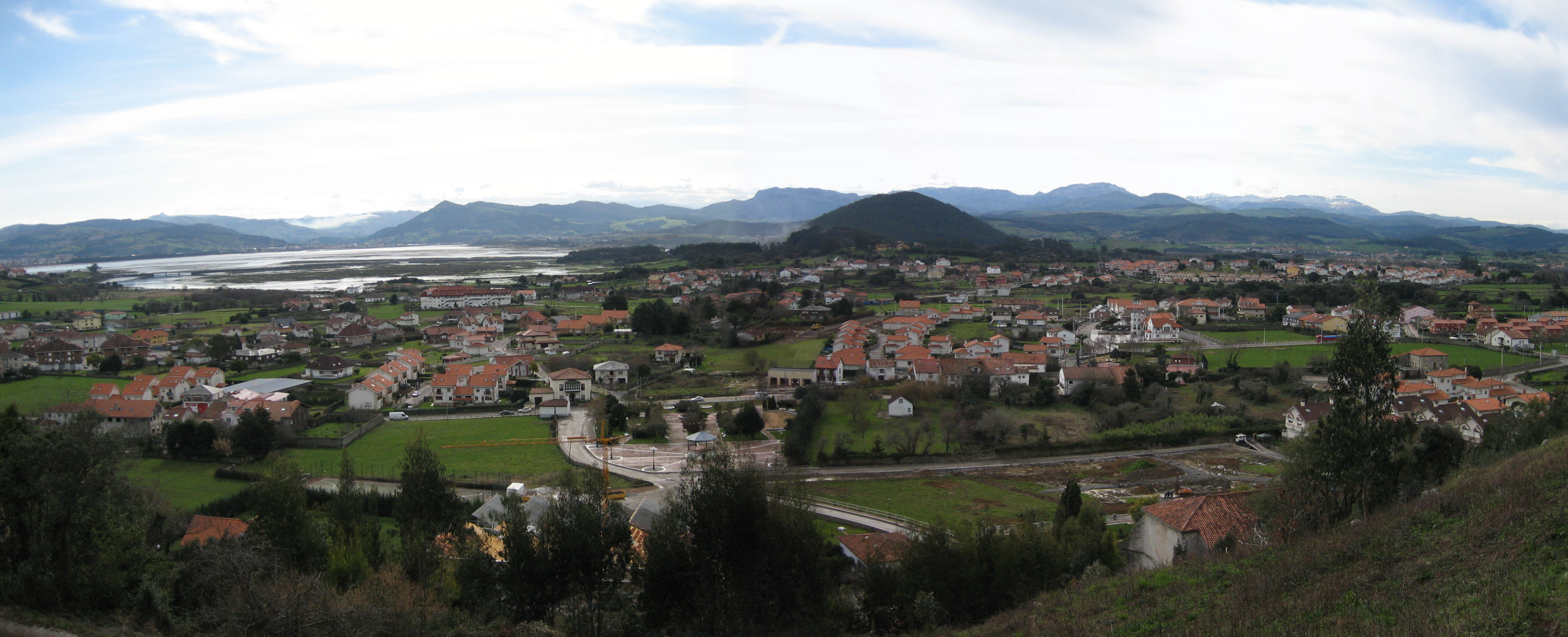
Argoños visto desde el norte, con las marismas de Santoña a la izquierda, el monte Montehano de Escalante en el centro y la Cordillera Cantábrica al fondo.

- 3 de agosto, San Esteban (Ancillo).
- 16 de agosto, San Roque (Argoños).

## Personas destacadas
- Francisco y Pedro Javier de Jado: Fueron Nobles del siglo XV-XVI.
- Francisco de Jado y Cagigal: (Siglo XVIII-XIX) Fue un militar que participó en la batalla de Trafalgar (1805).
- Antonio Herrerías Gutiérrez: (1945) Lanzador de peso, que batió el récord español en 1971 con la marca de 17,98 (duró 8 años).